# Hadżi-Redzepli
Hadżi-Redzepli (mac. Хаџи-Реџепли) – opuszczona wieś w gminie miejskiej Sztip w środkowej Macedonii Północny.

## Demografia
Według spisu ludności z 2002 we wsi Hadżi-Redzepli mieszkało 0 mieszkańców.